# تشانغوون إل جي ساكرز
تشانغوون إل جي ساكرز (هانغل: 창원 LG 세이커스) هو فريق كرة سلة كوري جنوبي تأسس في 1997 يقع مقره في تشانغوون، غيونغسانغ الجنوبية وهو مملوك لمجموعة إل جي ويرأسه كيم جين. يلعب في الدوري الكوري لكرة السلة.

## الإنجازات

### المحلية

#### الدوري الكوري لكرة السلة
الفوز (1): 2013–14
الوصافة (4): 1997–98، 2000–01، 2002–03، 2006–07

## وصلات خارجية
- الموقع الرسمي